# Claudiana Cole
Claudiana Ayo Cole, auch Claudia Cole, (* 15. Oktober 1958 in Bathurst) ist eine Politikerin im westafrikanischen Staat Gambia. Von Februar 2017 bis März 2024 war sie Bildungsministerin (Minister of Basic and Secondary Education) im Kabinett Adama Barrow.

## Leben
Aufgrund eines Commonwealth Stipendiums konnte sie die Newcastle University besuchen und machte dort einen Abschluss als Master of Education (M.Ed.).
Cole arbeitete als regionale Bildungsdirektorin in der Upper River Region (offiziell regional education director for regional 6). Bei der Finanzierung für weibliche Ausbildung bei der Model Senior Secondary School (President’s Empowerment of Girls’ Education Project (PEGEP)) gab es einen Disput, der vor dem Gericht in Brikama ausgetragen wurde. Im November 2015 besuchte sie die Nasir Ahmadiyya Senior Secondary School in Basse Santa Su und ordnete eine vorübergehende Schließung an, nachdem Mitglieder der „Green Youth“ sie besetzt hatten.
Am 22. Februar 2017 ernannte der neu gewählte Präsident Adama Barrow Cole als Ministerin für die Grund- und Sekundarschulbildung. Sie behielt dieses Amt zunächst auch im zweiten Kabinett Barrows. Am 15. März 2024 wurde sie von Barrow als Ministerin entlassen und dem Auswärtigen Dienst zugeordnet. Ihre Nachfolgerin ist Haddy Jatou Sey.
Im September 2024 wurde als Nachfolgerin des 2023 verstorbenen Alieu K. Jammeh zur Hochkommissarin Gambias in Sierra Leone ernannt. Am 10. Oktober 2024 übergab sie ihr  Akkreditierungsschreiben an Präsident Julius Maada Bio.